# George Weinberg
George Weinberg (New York, Manhattan, 1929. május 17. – New York, Manhattan, 2017. március 20.) amerikai filozófus. 1965-ben alkotta meg a homofóbia szót, melyet nyomtatásban először 1969-ben a Time magazinban megjelent cikkében használt, majd az 1972-es Society and the Healthy Homosexual című könyvében.

## Művei
- Society and the Healthy Homosexual (1972, 1983)
- The Action Approach (1974)
- Self Creation (1978)
- The Pliant Animal: Understanding the Greatest Human Asset (1981)
- Statistics: An Intuitive Approach (1981)
- The Heart of Psychotherapy: A Journey into the Mind and Office of a Therapist at Work (1984, 1996)
- Numberland (1987)
- The Taboo Scarf (1990)
- Shakespeare on Love (1991)
- Nearer to the Heart's Desire (1992)
- Invisible Masters: Compulsions and the Fear that Drives Them (1993)
- Why Men Won't Commit: Getting what you Both Want Without Playing Games (2003)